# Beidou

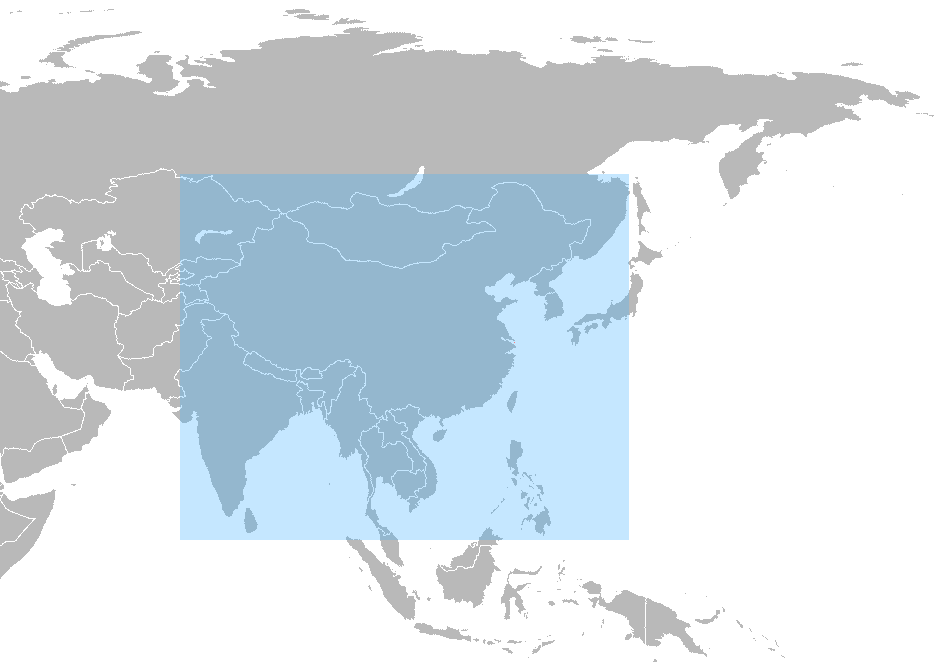
Zasięg systemu Beidou-1 w 2011 roku.

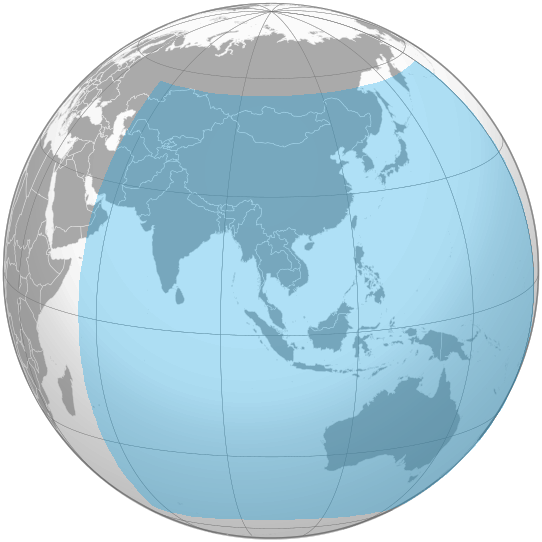
Zasięg systemu Beidou-2 w 2012 roku.

Beidou (Wielki Wóz) – chiński satelitarny system nawigacyjny, od 2018 roku działający na całym świecie (z dokładnością do 10 m, a w rejonie azjatycko-pacyficznym 5 m).
Pierwszym systemem był Beidou-1, składał się on z 4 satelitów geostacjonarnych – 3 aktywnych i jednego zapasowego. Pierwsze satelity wystrzelono w 2000 roku. Beidou-1 został wycofany ze służby pod koniec 2012 roku.
Jego następcą (ale nie rozwinięciem) jest globalny system Beidou-2 znany również pod eksportową nazwą Compass. System ten jest złożony z 5 satelitów geostacjonarnych i 30 poruszających się po orbitach o średniej wysokości. Compass działa w rejonie Azja-Pacyfik od grudnia 2011 roku, używając wtedy 10 aparatów, a zasięgiem obejmując w 2012 roku obszar Azji i Pacyfiku. Pełną operacyjność (czyli 35 satelitów) i globalny zasięg system ma osiągnąć do 2020 roku.
W 2015 roku Chiny uruchomiły system Beidou trzeciej generacji (Beidou-3) o zasięgu globalnym. Pierwszy satelita tego systemu został wystrzelony 30 marca 2015 r.  27 grudnia 2018 r. system nawigacji satelitarnej BeiDou rozpoczął świadczenie usług globalnych. 35. i ostatni satelita BDS-3 został wyniesiony na orbitę 23 czerwca 2020 r. 